# 262
Cette page concerne l'année 262  du calendrier julien. Pour l'année 262 av. J.-C., voir 262 av. J.-C. Pour le nombre 262, voir 262 (nombre).
L'année 262 est une année commune qui commence un mercredi.

## Événements
- 1er janvier : consulat de Gallien et de Faustinianus[1].

- Avant le 30 mars : violent affrontements à Alexandrie et Hermoupolis entre les partisans de l'empereur Gallien et ceux de l'usurpateur Mussius Aemilianus, préfet gouverneur de l'Égypte, dont la révolte est réprimée par le général Aurelius Theodotus (Théodote)[2].

- Septembre : célébration à Rome des fêtes décennales de Gallien[3].

- Gallien mène probablement des opérations sur le Danube et en Illyrie contre des bandes de Germains en maraudes. Vers cette époque, il forme une nouvelle force permanente de cavalerie, qui peut réagir rapidement et qui prend le nom de comitatus (du latin comes, qui accompagne). Elle est basée à Mediolanum (Milan) où l'empereur réside le plus souvent quand il n'est pas en campagne[3]. Un édit de Gallien réforme les commandements militaires : les légats de légion de rang sénatorial sont remplacés par des préfets de légion équestres. La plupart des gouvernements de provinces échoient également à des préfets équestres (comme l'Égypte auparavant), sauf quelques provinces comme la Bétique ou l'Asie[4].
- Odénat de Palmyre reprend la Mésopotamie à Chahpuhr Ier pour le compte de Rome. Il reprend Carrhes, Nisibe et d'autres villes avec ses supplétifs arabes[3]. Il marche sur Ctésiphon (262-264). Il sera tué en 267.

- Destruction du temple d'Artémis à Éphèse, l'une des Sept Merveilles du monde par les Goths[5].

- Synode à Rome condamnant le subordinatianisme de Denys d'Alexandrie[6].
- Peste à Rome et en Achaïe (Grèce). Tremblements de terre en Asie, Afrique et Rome[7].

## Décès en 262
- Xi Kang, écrivain chinois, condamné à mort.